# Far Beyond These Castle Walls
Far Beyond These Castle Walls es el primer álbum del cantautor y productor argentino-irlandés Chris de Burgh. Dicho álbum fue producido por Robin Geoffrey Cable y publicado por A&M Records en 1975, aunque en algunas publicaciones, como "All Music", el álbum aparece erróneamente publicado en 1974. A su vez, "Far Beyond These Castle Walls" fue el primer álbum de Chris de Burgh estrenado en 1975, ya que a fines de ese año también se publicó "Spanish Train and Other Stories". "Far Beyond These Castle Walls" no fue un gran éxito de ventas en los Estados Unidos ni en el Reino Unido, aunque el tema "Turning Round" llegó al puesto 1 en Brasil luego de ser editado como single con el título de "Flying". A su vez, en la Argentina, el simple "Turning Round" fue publicado en 1975 con el título "Dando Vueltas (Volando)", mientras que el lado B incluía la canción "The Key" ("La Llave"), otra canción perteneciente a dicho álbum. Además, "Far Beyond These Castle Walls" fue reeditado en formato de CD por A&M Records en 1987.

## Título
El título del álbum, cuya traducción es "Lejos, Más Allá de los Muros de Este Castillo", hace referencia al "Castillo Bargy", ubicado en Tomhaggard, Wexford, Irlanda, donde Chris de Burgh vivió con su familia, hasta que su padre, Charles Davison, decidió convertir a dicho castillo en un hotel.

## Canciones
Todas las canciones compuestas por Chris de Burgh:
1. "Hold On" - 4:02.
2. "The Key" - 4:06.
3. "Windy Night" - 4:54.
4. "Sin City" - 4:36.
5. "New Moon" - 4:56.
6. "Watching the World" - 3:31.
7. "Lonesome Cowboy" - 4:21.
8. "Satin Green Shutters" - 5:02.
9. "Turning Round" - 6:22.
10. "Goodnight" - 2:06.

## Músicos
- Chris de Burgh: Guitarra acústica, sintetizadores y voz.
- Barry de Souza: Batería.
- Brian Odges: Bajo.
- Lennox Laington: Percusión.
- Ronnie Leahy: Teclados.
- Ray Glynn y B.J. Cole: Guitarras.
- Ray Jackson: Mandolina y armónica.
- Phillip Goodhand-Tait: Armonio.
- Chris Lawrence: Contrabajo.
- Ken Freeman: Sintetizadores.
- Liza Strike, Joy Yates y Madeleine Bell: Coros.